# Pure acoustic
『pure acoustic』（ピュア・アコースティック）は、1996年11月27日に発売された大貫妙子のセルフカバー・アルバム。初版の発売元はDear Heart / MIDI、再発盤はEASTWORLD / 東芝EMI。

## 概要・背景
本作は元々、1987年秋に東京・六本木のサントリーホールで開催されたコンサート ″大貫妙子ピュア・アコースティックナイト″を記念して制作されたもので、MIDIレーベルより限定発売された大貫妙子初のセルフカバー・アルバムである。所謂ライブ・アルバムとは異なり、コンサートでの音源を基にストリングス中心のアレンジへと変更を加えたスタジオ録音盤となっている。通信販売またはコンサート会場でのみ入手が可能な限定盤だったため、数年に亘り入手困難な状況が続いていたが、1993年にボーナス・トラックが3曲追加された『PURE ACOUSTIC PLUS』として一般発売され、更には1996年11月、ボーナス・トラックの曲目が変更されタイトルを『pure acoustic』に戻して再発売されている。
1987年当時、サントリーホールはクラシック音楽公演専用の会場として使用されており、ポップス系アーティストのコンサートが開かれるのは初めてのことであった。それから2009年まで23年もの間 ″pure acoustic″ コンサートは毎年のように行われ、大貫にとってライフワークの一つとなっていった。
2016年3月にはリマスター盤SHM-CDが発売され、2020年11月にはLPレコードが限定盤として発売された。

## 収録曲

### CD
| 全作詞・作曲: 大貫妙子（特記以外）。 |                                |                      |                      |          |      |
| #                                    | タイトル                       | 作詞                 | 作曲・編曲           | 編曲     | 時間 |
| 1.                                   | 「雨の夜明け」                 | 大貫妙子（特記以外） | 大貫妙子（特記以外） | 溝口肇   | 5:15 |
| 2.                                   | 「黒のクレール」               | 大貫妙子（特記以外） | 大貫妙子（特記以外） | 溝口肇   | 5:52 |
| 3.                                   | 「横顔」                       | 大貫妙子（特記以外） | 大貫妙子（特記以外） | 中西俊博 | 3:08 |
| 4.                                   | 「新しいシャツ」               | 大貫妙子（特記以外） | 大貫妙子（特記以外） | 中西俊博 | 3:23 |
| 5.                                   | 「Siena」                      | 大貫妙子（特記以外） | 大貫妙子（特記以外） | 清水靖晃 | 4:22 |
| 6.                                   | 「Rain Dance」(作曲: 中西俊博) | 大貫妙子（特記以外） | 大貫妙子（特記以外） | 中西俊博 | 3:25 |
| 7.                                   | 「突然の贈りもの」             | 大貫妙子（特記以外） | 大貫妙子（特記以外） | 中西俊博 | 4:30 |
| 合計時間:                            | 合計時間:                      | 合計時間:            | 30:20                |          |      |

| 全作詞・作曲: 大貫妙子（特記以外）。 |                                            |                      |                      |                  |      |
| #                                    | タイトル                                   | 作詞                 | 作曲・編曲           | 編曲             | 時間 |
| 1.                                   | 「カイエⅠ」                                | 大貫妙子（特記以外） | 大貫妙子（特記以外） | ジャン・ミュジー | 2:03 |
| 2.                                   | 「雨の夜明け」                             | 大貫妙子（特記以外） | 大貫妙子（特記以外） | 溝口肇           | 5:15 |
| 3.                                   | 「黒のクレール」                           | 大貫妙子（特記以外） | 大貫妙子（特記以外） | 溝口肇           | 5:52 |
| 4.                                   | 「横顔」                                   | 大貫妙子（特記以外） | 大貫妙子（特記以外） | 中西俊博         | 3:08 |
| 5.                                   | 「新しいシャツ」                           | 大貫妙子（特記以外） | 大貫妙子（特記以外） | 中西俊博         | 3:23 |
| 6.                                   | 「Siena」                                  | 大貫妙子（特記以外） | 大貫妙子（特記以外） | 清水靖晃         | 4:22 |
| 7.                                   | 「Rain Dance」(作曲: 中西俊博)             | 大貫妙子（特記以外） | 大貫妙子（特記以外） | 中西俊博         | 3:25 |
| 8.                                   | 「突然の贈りもの」                         | 大貫妙子（特記以外） | 大貫妙子（特記以外） | 中西俊博         | 4:30 |
| 9.                                   | 「ソーン・トゥリーのうた」(作詞: 羽仁未央) | 大貫妙子（特記以外） | 大貫妙子（特記以外） | 乾裕樹           | 2:54 |
| 10.                                  | 「エンディング・テーマ」(Instrumental)     | 大貫妙子（特記以外） | 大貫妙子（特記以外） | 千住明           | 2:25 |
| 合計時間:                            | 合計時間:                                  | 合計時間:            | 37:17                |                  |      |

| 全作詞・作曲: 大貫妙子（特記以外）。 |                                                                   |                      |                      |                        |      |
| #                                    | タイトル                                                          | 作詞                 | 作曲・編曲           | 編曲                   | 時間 |
| 1.                                   | 「雨の夜明け」                                                    | 大貫妙子（特記以外） | 大貫妙子（特記以外） | 溝口肇                 | 5:16 |
| 2.                                   | 「黒のクレール」                                                  | 大貫妙子（特記以外） | 大貫妙子（特記以外） | 溝口肇                 | 5:53 |
| 3.                                   | 「横顔」                                                          | 大貫妙子（特記以外） | 大貫妙子（特記以外） | 中西俊博               | 3:08 |
| 4.                                   | 「新しいシャツ」                                                  | 大貫妙子（特記以外） | 大貫妙子（特記以外） | 中西俊博               | 3:24 |
| 5.                                   | 「Siena」                                                         | 大貫妙子（特記以外） | 大貫妙子（特記以外） | 清水靖晃               | 4:22 |
| 6.                                   | 「Rain Dance」(作曲: 中西俊博)                                    | 大貫妙子（特記以外） | 大貫妙子（特記以外） | 中西俊博               | 3:26 |
| 7.                                   | 「突然の贈りもの」                                                | 大貫妙子（特記以外） | 大貫妙子（特記以外） | 中西俊博               | 4:30 |
| 8.                                   | 「ひとり暮らしの妖精たち」                                        | 大貫妙子（特記以外） | 大貫妙子（特記以外） | フェビアン・レザ・パネ | 5:09 |
| 9.                                   | 「彼と彼女のソネット」(作曲: C. Cohen, R. Musumarra, R. Wargniel) | 大貫妙子（特記以外） | 大貫妙子（特記以外） | フェビアン・レザ・パネ | 4:12 |
| 10.                                  | 「若き日の望楼」                                                  | 大貫妙子（特記以外） | 大貫妙子（特記以外） | フェビアン・レザ・パネ | 4:34 |
| 11.                                  | 「風の道」                                                        | 大貫妙子（特記以外） | 大貫妙子（特記以外） | フェビアン・レザ・パネ | 3:40 |
| 合計時間:                            | 合計時間:                                                         | 合計時間:            | 48:02                |                        |      |

### LP

#### Side A
1. 雨の夜明け
2. 黒のクレール
3. 横顔
4. 新しいシャツ
5. Siena
6. Rain Dance

#### Side B
1. 突然の贈りもの
2. ひとり暮らしの妖精たち
3. 彼と彼女のソネット
4. 若き日の望楼
5. 風の道

## 参加ミュージシャン
| 雨の夜明け - Acoustic Piano: フェビアン・レザ・パネ - Violin: 中西俊博、藤原真 - Viola: 久保田明宏 - Cello: 溝口肇 - Contra Bass: 野中英士 - Clarinet: 清水靖晃 黒のクレール - Acoustic Piano: フェビアン・レザ・パネ - Violin: 中西俊博、藤原真 - Viola: 久保田明宏 - Cello: 溝口肇 - Contra Bass: 野中英士 - Alto Sax: 清水靖晃 横顔 - Acoustic Piano: フェビアン・レザ・パネ - Violin: 中西俊博、藤原真 - Viola: 久保田明宏 - Cello: 溝口肇 - Contra Bass: 野中英士 新しいシャツ - Acoustic Piano: フェビアン・レザ・パネ - Violin: 中西俊博、藤原真 - Viola: 久保田明宏 - Cello: 溝口肇 - Contra Bass: 野中英士 Siena - Tenor Sax: 清水靖晃 - Acoustic Piano: フェビアン・レザ・パネ - Violin: 中西俊博、藤原真 - Viola: 久保田明宏 - Cello: 溝口肇 - Contra Bass: 野中英士 | Rain Dance - Acoustic Piano: フェビアン・レザ・パネ - Violin: 中西俊博、藤原真 - Viola: 久保田明宏 - Cello: 溝口肇 突然の贈りもの - Acoustic Piano: フェビアン・レザ・パネ - Violin: 中西俊博、藤原真 - Viola: 久保田明宏 - Cello: 溝口肇 - Contra Bass: 野中英士 - Alto Sax: 清水靖晃 ひとり暮らしの妖精たち - Keyboard: フェビアン・レザ・パネ - Contra Bass: 吉野弘志 - Percussion: 八尋知洋、高良久美子 彼と彼女のソネット - Keyboard: フェビアン・レザ・パネ - Contra Bass: 吉野弘志 - Percussion: 八尋知洋、高良久美子 若き日の望楼 - Acoustic Piano: フェビアン・レザ・パネ - Vibraphone: 高良久美子 風の道 - Piano: フェビアン・レザ・パネ - Contra Bass: 吉野弘志 |

## 発売履歴
| 発売日         | レーベル            | 規格       | 規格品番  | 備考                 |
| -------------- | ------------------- | ---------- | --------- | -------------------- |
| 1996年11月27日 | EASTWORLD / 東芝EMI | CD         | TOCT-9690 |                      |
| 2016年3月30日  | UNIVERSAL MUSIC     | SHM-CD     | UPCY-7097 | 高音質リマスター盤   |
| 2016年3月30日  | UNIVERSAL MUSIC     | 音楽配信   |           |                      |
| 2020年11月3日  | UNIVERSAL MUSIC     | LPレコード | UPJY-9125 | 初アナログ化・限定盤 |

## 参考資料
- 大貫妙子『大貫妙子デビュー40周年アニバーサリーブック』河出書房新社、2014年6月20日。ISBN 978-4309274737。